# Amapá do Maranhão
Amapá do Maranhão är en kommun i Brasilien.   Den ligger i delstaten Maranhão, i den nordöstra delen av landet, 1 600 km norr om huvudstaden Brasília. Antalet invånare är 6 431. Arean är 442 kvadratkilometer.
Terrängen i Amapá do Maranhão är platt.
I omgivningarna runt Amapá do Maranhão växer i huvudsak städsegrön lövskog. Runt Amapá do Maranhão är det glesbefolkat, med 14 invånare per kvadratkilometer.